# Bukit Pemuatan
Bukit Pemuatan is een bestuurslaag in het regentschap Tebo van de provincie Jambi, Indonesië. Bukit Pemuatan telt 929 inwoners (volkstelling 2010).